# Europacup I hockey mannen 2003
De 30ste Europcup I hockey voor mannen werd gehouden van 6 tot en met 9 juni 2003 in Brussel. Er deden 8 teams mee, verdeeld over twee poules. Reading won deze editie van de Europacup I.

## Poule-indeling

### Eindstand Groep A
| Team                  | Pnt | GS | W | G | V | DV | DT | DS  |
| --------------------- | --- | -- | - | - | - | -- | -- | --- |
| 1. Reading HC         | 6   | 3  | 2 | 0 | 1 | 14 | 3  | +11 |
| 2. WKS Grunwald       | 6   | 3  | 2 | 0 | 1 | 9  | 5  | +4  |
| 3. Gladbacher HTC     | 6   | 3  | 2 | 0 | 1 | 8  | 7  | +1  |
| 4. Cork Harlequins HC | 0   | 3  | 0 | 0 | 3 | 1  | 17 | -16 |

### Eindstand Groep B
| Team                  | Pnt | GS | W | G | V | DV | DT | DS  |
| --------------------- | --- | -- | - | - | - | -- | -- | --- |
| 1. Real Club de Polo  | 9   | 3  | 3 | 0 | 0 | 15 | 3  | +12 |
| 2. HC Bloemendaal     | 6   | 3  | 2 | 0 | 1 | 10 | 5  | +5  |
| 3. Royal Léopold Club | 3   | 3  | 1 | 0 | 2 | 5  | 11 | -6  |
| 4. CA Montrouge       | 0   | 3  | 0 | 0 | 3 | 2  | 13 | -11 |

## Poulewedstrijden

### Vrijdag 6 juni 2003
- 12.00 B Gladbacher HTC - Cork Harlequins 3-1
- 14.00 B Reading HC - WKS Grunwald 1-2
- 16.00 A HC Bloemendaal - CA Montrouge 3-1
- 18.00 A Real Club de Polo - Royal Léopold Club 4-2

### Zaterdag 7 juni 2003
- 11.00 B Gladbacher HTC - WKS Grunwald 4-3
- 13.00 B Reading HC - Cork Harlequins 10-0
- 15.00 A HC Bloemendaal - Royal Léopold Club 6-1
- 17.00 A Real Club de Polo - CA Montrouge 8-0

### Zondag 8 juni 2003
- 10.00 B WKS Grunwald - Cork Harlequins 4-0
- 12.00 B Gladbacher HTC - Reading HC 1-3
- 14.00 A HC Bloemendaal - Real Club de Polo 1-3
- 16.00 A Royal Léopold Club - CA Montrouge 2-1

## Finales

### Maandag 9 juni 2003
- 08.00 4e A - 3e B Cork Harlequins - Royal Léopold Club 0-2
- 10.30 3e A - 4e B Gladbacher - Montrouge 8-2
- 13.00 2e A - 2e B Grunwald - Bloemendaal 2-5
- 15.30 1e A - 1e B Reading - RC Polo (1-1) 4-2 (na strafballen)

## Einduitslag
1.  Reading HC 

2.  Real Club de Polo 

3.  HC Bloemendaal 

4.  WKS Grunwald 

5.  Royal Léopold Club 

5.  Gladbacher HTC 

7.  Cork Harlequins HC 

7.  CA Montrouge